# برایان کرویس
برایان کرویس (انگلیسی: Brian Chrøis؛ زادهٔ ۱۲ نوامبر ۱۹۵۹) بازیکن سابق فوتبال اهل دانمارک است. او در ۲۳۹ بازی ۶۸ گل در پست هافبک دفاعی برای باشگاه دانمارکی بروندبی به ثمر رساند.
وی همچنین در تیم‌های ملی فوتبال زیر ۲۱ سال دانمارک و دانمارک بازی کرده‌است.